# Unione Sportiva Rutigliano 2003-2004
Questa pagina raccoglie le informazioni riguardanti l'Unione Sportiva Rutigliano nelle competizioni ufficiali della stagione 2003-2004.

## Rosa
| N. |                   | Ruolo | Calciatore         |
| -- | ----------------- | ----- | ------------------ |
|    | Italia (bandiera) | C     | Tommaso Abbrescia  |
|    | Italia (bandiera) | D     | Salvatore Alfieri  |
|    | Italia (bandiera) | C     | Francesco Bitetto  |
|    | Italia (bandiera) | D     | Giovanni Bruno     |
|    | Italia (bandiera) | C     | Michele Cassano    |
|    | Italia (bandiera) | D     | Raimondo Catalano  |
|    | Italia (bandiera) | D     | Delio Cota         |
|    | Italia (bandiera) | D     | Raffaele Francioso |
|    | Italia (bandiera) | A     | Luca Ghirardelli   |
|    | Italia (bandiera) | C     | Pasquale Izzo      |
|    | Italia (bandiera) | C     | Antonio La Porta   |
|    | Italia (bandiera) | P     | Filippo Leleuso    |

| N. |                    | Ruolo | Calciatore           |
| -- | ------------------ | ----- | -------------------- |
|    | Italia (bandiera)  | C     | Giuseppe Lo Polito   |
|    | Francia (bandiera) | A     | Thierry Louison      |
|    | Italia (bandiera)  | C     | Claudio Luciani      |
|    | Italia (bandiera)  | C     | Leonardo Menga       |
|    | Italia (bandiera)  | P     | Francesco Monaco     |
|    | Italia (bandiera)  | A     | Maurizio Ruberto     |
|    | Italia (bandiera)  | C     | Antonio Rubino       |
|    | Italia (bandiera)  | D     | Alessandro Sabini    |
|    | Italia (bandiera)  | A     | Antonio Tunzi        |
|    | Italia (bandiera)  |       | L. Zaccaro           |
|    | Italia (bandiera)  | D     | Vito Michele Zaccaro |